# Albert Kesselring
Albert Kesselring, nemški vojaški pilot, feldmaršal, * 8. avgust 1881, Marktsteft, † 16. julij 1960, Bad Nauheim.
Kesselring je nastopil v vojaško službo leta 1904. V letih 1909 in 1910 se je dodatno šolal na oddelku za topništvo in inženirstvo. Za časa prve svetovne vojne je najprej služil na zahodni fronti v topniški enoti ter si pridobil železna križca obeh stopenj. Leta 1917 je postal štabni častnik na podlagi bojnih izkušenj kljub temu, da ni opravljal za to potrebnega šolanja. Zatem je bil v divizijskem štabu na vzhodni fronti, zadnje leto vojne pa v štabu korpusa zopet na zahodu. V vojski je ostal tudi v povojnem času in leta 1929 postal poveljnik bavarskega vojaškega okrožja. Leta 1933 se je zaposlil na nemškem komisariatu za letalstvo, ki je skrivoma organiziral takrat za Nemčijo prepovedano vojno letalstvo. Ko je leta 1935 prišlo do uradne ustanovitve Luftwaffe je postal eden njenih generalov. Leta 1936 je po nezgodni smrti Waltherja Weverja postal njegov naslednik na položaju šefa štaba v vrhovnem poveljstvu Luftwaffe. Na tem mestu je bil odgovoren za razvoj vojnega letalstva, tako kot tudi ostali v Nemčiji pa se je posvetil predvsem taktičnemu letalstvu, medtem ko so strateško vlogo letalstva povsem zapostavili, dejanje ki je zatem v vojni imelo za Nemčijo hude posledice. Druga velika napaka je bila v tem, da so razmišljali samo napadalno in nič obrambno, tudi to se je kasneje izkazalo za usodno. Leta 1938 je Kesselring zaradi konfliktov z letalskim ministrom Erhardom Milchom odstopil in vodja letalstva Hermann Göring ga je postavil za poveljnika prve letalske armade, Luftflotte 1. Z njo se je na začetku druge svetovne vojne udeležil napada na Poljsko in za vlogo njegove armade v tem spopadu ga je Adolf Hitler osebno odlikoval z viteškim križem. Zatem je leta 1940 vodil drugo letalsko armado v napadu na Francijo in po njenem uspešnem zaključku pridobil najvišji možni čin maršala. Naslednje leto je drugo zračno armado vodil pri napadu na Sovjetsko zvezo vendar je še pred iztekom leta 1941 se skupaj z njo preselil v Sredozemlje kjer je postal poveljnik vseh nemških sil na tem območju s tem, da je še vedno ostal poveljnik tudi zračne flote. V letu 1942 je najprej vodil zračne napade na otok Malta, obenem pa se je povezal z nemški poveljnikom v severni Afriki Erwinom Rommlom, ki mu je zagotavljal podporo in priskrbel okrepitve. Skupaj s Rommlom sta vodila nemške enote vse do konca leta 1943, ko je slednjega Hitler poslal na zahod in Kesselring, čeprav letalski general, se je izkazal tudi kot kopenski poveljnik. Ni pa mogel storiti več, kot se dostojno upirati pred velikansko zavezniško premočjo in to je tudi storil, tako je zaveznike v bojih po Italiji zapletel v številne znane bitke kot so Salerno, Monte Cassino, Anzio, ... Marca 1945, ko je bilo jasno da je vojna že davno izgubljena ga je Hitler imenoval za vrhovnega poveljnika na zahodu. Tu ni mogel storiti nič posebnega saj so nemški nasprotniki vdirali v njegovo državo iz več strani in ni bilo enot na razpolago, da bi vdore zadržali, kaj šele preprečili. Po vojni so ga aretirali in mu sodili zaradi nekaterih njegovih ukazov v času bojev v Italiji. Sicer so ga obsodili na smrtno kazen, ki so jo zatem spremenili v dosmrtno ječo, na koncu pa so ga leta 1952 zaradi slabega zdravja izpustili. Leto dni kasneje je objavil svoje spomine v knjigi imenovani Vojak do poslednjega dne (v nemškem originalu: Soldat bis zum letzten Tag). Umrl je leta 1960. 